# BMW 315
Der BMW 315 war ein kleiner PKW, der von BMW in Eisenach von 1934 bis 1937 als Nachfolger des 303 gebaut wurde. Als Sportmodell wurde ihm der Roadster BMW 315/1 zur Seite gestellt.

## Geschichte
Im März 1934 wurde das Modell 315 vorgestellt. In drei Jahren entstanden 9.765 Stück. 1937 wurde die kleine Sechszylinderbaureihe eingestellt.
| Produktionszahlen | Jahr | 1934  | 1935  | 1936  | 1937 | Summe |
| ----------------- | ---- | ----- | ----- | ----- | ---- | ----- |
| BMW 315           |      | 3.390 | 3.705 | 2.390 | 280  | 9.765 |

## Technik

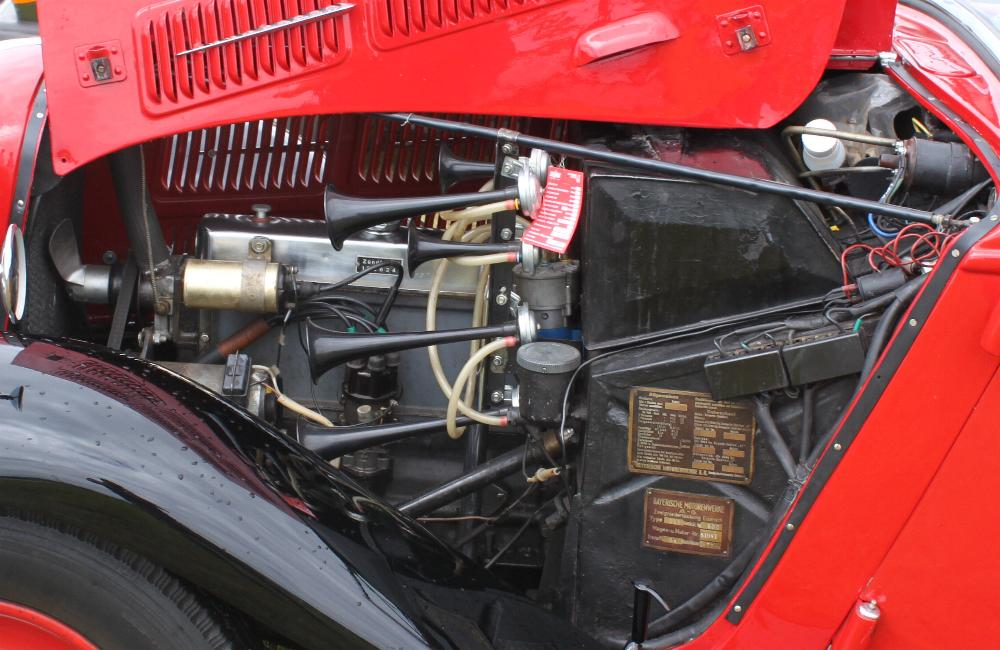
Motor des 315

Der 315  unterschied sich vom Vorgänger 303 nur durch den größeren Motor, einen Reihensechszylinder mit zwei Solex-Flachstromvergasern und 1490 cm³ Hubraum, der bei 4000 min−1 eine Leistung von 34 PS (25 kW) abgab. Der Motor hatte hängende Ventile, die über Stoßstangen und Kipphebel von einer seitlichen, mit Duplexkette angetriebenen Nockenwelle gesteuert wurden. Die Motorkraft wurde über ein Vierganggetriebe mit Mittelschaltung und eine Kardanwelle an die Hinterräder weitergeleitet. Die Höchstgeschwindigkeit des Wagens lag bei 100 km/h. Der dritte und vierte Gang des Getriebes waren synchronisiert.
Fahrwerk und Bremsen entsprachen denen des Vorgängers: Die Vorderräder waren an Querlenkern unten und einer Querblattfeder oben aufgehängt. Die starre Hinterachse hing an halbelliptischen Längsblattfedern. Die Trommelbremsen an allen vier Rädern wurden mit Seilzug betätigt.
Es gab eine größere Auswahl an Aufbauten als beim 303. Der Tourenwagen kostete RM 4100,--, die Limousine RM 3750,-- und die Cabriolimousine RM 3950,--. Daneben gab es ein 4-sitziges Cabriolet zum Preis von RM 4400,-- und ein 2-sitziges Sportcabriolet für RM 4750,--.